# Tim Buckley
 (janvier 2020).
Pour les articles homonymes, voir Buckley (homonymie).
Tim Buckley est un auteur-compositeur-interprète américain, né le 14 février 1947 à Washington DC (États-Unis) et mort d'une surdose le 29 juin 1975 à Santa Monica. Au cours de sa brève carrière, il a publié neuf albums évoluant du folk au rock, à la musique psychédélique, la musique expérimentale, le jazz, le funk, la soul et le free jazz.
Il est le père du chanteur et guitariste Jeff Buckley.

## Biographie

### Enfance
Fils d'un Irlandais à la voix de ténor, Timothy Charles Buckley III suit ses parents dans leurs déménagements successifs aux États-Unis (Washington, Amsterdam et Los Angeles). 
Très jeune, il découvre l’étendue du registre de sa voix (cinq octaves). Il commence une carrière de chanteur au lycée, à Orange County, puis dans les bars, s'accompagnant à la guitare dans les hootenanny. Il y fait la connaissance de Larry Beckett, qui compose les textes des chansons de ses premiers albums. À cette époque, il joue de la musique folk, très en vogue avec la percée de Bob Dylan. Il découvre aussi, sous l'influence de Larry Beckett, le joueur de sitar Ravi Shankar et la musique électronique de Karlheinz Stockhausen.

### Période folk
Il forme un groupe avec Larry Beckett à la batterie, Jim Fielder à la contrebasse et Brian Hartzler à la guitare, qui joue lors des concerts des fêtes de lycée, sous les noms de Bohemians et Harlequins Three. Peu à peu, ils sont invités à se produire dans les cabarets du Strip, à Los Angeles. Il y fait la connaissance de Frank Zappa qui joue avec les Mothers, qui deviendront plus tard les Mothers of Invention. C'est à cette époque qu'il épouse Mary Guibert. Celle-ci fait un pseudocyesis (grossesse nerveuse) en 1966, ce qui provoque chez Tim une défiance à son égard.
Il continue de se produire dans les cabarets, où il rencontre Herbie Cohen, qui lui fait signer un contrat avec la Third Story Music. Celui-ci le fait inviter dans des cabarets plus prestigieux, dont le Troubadour. Poussé par Herb Cohen, il signe ensuite chez Elektra Records (le label des Doors) et y publie son premier album, Tim Buckley. Cet album folk révèle sa voix extraordinaire, qu'il manie avec une grande maîtrise, chantant de façon très veloutée et profonde, passant d'une voix de tête à des passages beaucoup plus graves. Bien qu'assez conventionnel, surtout pour le label avant-gardiste Elektra, cet album sensible touche par ses côtés graves et doux-amers, et la recherche sur les sonorités de la musique folk.[réf. nécessaire]
Il se sépare de sa femme Mary Guibert à ce moment de sa vie, se désintéressant de son fils Jeff tout juste né (il lui dédiera I Never Asked To Be Your Mountain). Il vit entre New York et Los Angeles et découvre Miles Davis et Thelonious Monk dans les boîtes de jazz. Il continue de se produire dans les lycées, où il croise Donald Fagen (futur leader des Steely Dan) et recrute le joueur de congas Carter Collins dans son groupe – l'instrument est alors inconnu dans les groupes californiens.
Petit à petit, sa musique évolue vers un rock qui se mêle au folk de ses débuts. L'album Goodbye and Hello mêle expérimentations instrumentales, fréquentes à l'époque (orgues, bruits de circulation ou de machines) à des mélodies mélancoliques.

### Période folk/jazz
Au cours de l'année 1968, le style de Buckley évolue en incluant des influences de blues. Ceci se manifeste dans le renouvellement permanent de la manière de jouer chaque morceau. Il inclut un joueur de vibraphone dans son groupe, puis recrute en Europe Danny Thompson, le bassiste du groupe Pentangle. Il improvise de plus en plus lors de ses tournées et de ses passages télévisés, ce qui n'est guère apprécié et le dessert commercialement. De cette période date son passage dans l'émission de John Peel, documentée par l'album The Peel Sessions sorti en 1991.
Happy Sad, sorti en 1969, confirme cette nouvelle orientation. Les morceaux sont enregistrés très rapidement, souvent en une seule prise, ou même improvisés et jamais rejoués. Les bases restent folk, même si la manière de jouer et d'enregistrer est très marquée par le jazz : improvisations, longs solos (notamment de vibraphone), durée des morceaux. L'album apporte à Buckley un nouveau public de connaisseurs exigeants.
Bien que les ventes de ses albums ne décollent pas, il connaît certains succès : un concert salle comble dans le prestigieux New York Philharmonic Hall, un bon classement dans le Billboard.

### Période free jazz
L'instabilité de Tim Buckley se manifeste dans tous les domaines : il quitte Jane Goldstein, sa compagne depuis près de trois ans, et se marie avec Judy Sutcliffe ; déménage sur Venice Avenue, puis achète une maison à Laguna Beach (à 80 km de Los Angeles) ; et abandonne son style précédent, s'orientant vers le free jazz. Le morceau Lorca (sur lequel il s'essaie à l'orgue) de l'album du même nom s'inspire ainsi de In a Silent Way de Miles Davis. Sur d'autres morceaux du même album, il joue d'une guitare Fender à douze cordes. Ces chansons sont de longs morceaux presque sans rythme, seul Nobody Walkin possède un refrain.
Bien qu'enregistré après Lorca, l'album Blue Afternoon le précède pourtant dans les bacs. Tim Buckley le réalise pour son nouveau label, Straight. Cet album réunit des chansons écrites pour d'autres albums, mais enregistrées en plusieurs sessions à New York et Los Angeles, avec son ensemble jazz. La tonalité reste folk-jazz, mélodieuse. La huitième et dernière chanson annonce la suite : The train est un morceau haletant, ponctué de gémissements, emporté par une guitare acoustique, et sur lequel le chanteur étire à plaisir certaines syllabes, jouant de plusieurs registres de sa voix.
Son album suivant, Starsailor, marque l'apogée de la période free jazz. À l'exception de deux morceaux (Moulin Rouge et Song to the Siren), l'album n'est que vocalises atonales ; la chanson titre flirte avec la musique contemporaine la plus exigeante.

### Période funk / rhythm 'n' blues
Après une période de presque deux ans où il exerce diverses métiers (dont chauffeur pour Sly Stone), il revient avec Greetings from L.A., un album gorgé de soul et de sexe (Sweet Surrender, Get On Top, Nighthawkin et surtout le délirant et sado-maso Make It Right). Jamais Tim Buckley n'a paru aussi confiant en lui. Il peut tout faire avec sa voix : passe de l'extrême grave à l'extrême aigu, du chuchotement au cri.
En 1973 paraît Sefronia : y figure notamment une reprise du Dolphins de Fred Neil ainsi que le morceau-titre de l'album (en deux parties). L'album final Look at the Fool, paru l'année suivante, est plus incolore (quoique plus musclé). Buckley meurt l'année suivante.

### Mort
Après avoir terminé son tout dernier concert à Dallas le soir du 28 juin 1975, le chanteur décide de célébrer la fin de sa tournée en faisant la fête tout le week end avec son groupe et ses amis. Le lendemain soir, se trouvant chez lui en compagnie de son ami de longue date Richard Keeling, il décide de boire une grande quantité d'alcool et de consommer de l'héroïne, mélange qui s'avère fatal, Tim Buckley est trouvé mort la nuit, par sa femme Judy. 
Le rapport du coroner rédigé à la suite du décès précise que le chanteur est mort à 21h42 le dimanche 29 juin 1975 d'une intoxication due à une trop grande quantité d'héroïne, de morphine et d'éthanol dans son organisme.

## Postérité
- Radiohead a repris Sing a Song for You.
- Song to the Siren a été reprise par This Mortal Coil et les Cocteau Twins sur l'album-hommage It'll End in Tears. Cette version apparaît également dans le film Lost Highway. De nombreux autres artistes ont repris cette chanson comme Susheela Raman (Salt Rain), Robert Plant (Dreamland), John Frusciante (The Empyrean), Sinéad O'Connor, Bryan Ferry, George Michael ou encore Daniel Cavanagh (Memory & Meaning).
- Starsailor a choisi son nom en hommage à cet album (sans jouer du tout le même genre de musique).
- Dot Allison a également utilisé un titre de Tim Buckley.
- Brendan Perry a repris I Must Have Been Blind dans son album Eye of the Hunter et reprend régulièrement des titres de Tim Buckley dans ses concerts (Happy Time, Buzzin' Fly, Chase the Blues...)

## Discographie

### Albums originaux
- 1966 : Tim Buckley
- 1967 : Goodbye and Hello
- 1969 : Happy Sad
- 1969 : Blue Afternoon
- 1970 : Lorca
- 1970 : Starsailor
- 1972 : Greetings from L.A.
- 1973 : Sefronia
- 1974 : Look at the Fool

### Albums en concert
- 1990 : Dream Letter Live in London 1968 (1968)
- 1991 : The Peel Sessions (1968)
- 1994 : Live at the Troubadour (1969)
- 1995 : Honeyman (1973)
- 1999 : Once I Was (1968 et 1974)
- 2000 : The Copenhagen Tapes (1968)
- 2009 : Live At The Folklore Center, NYC - March 6, 1967 (1967)

### Albums posthumes
- 1978 : The Late Great Tim Buckley (Warner)
- 1983 : The Best of Tim Buckley (Rhino)
- 1999 : Works in Progress (Rhino Handmade)
- 2001 : Morning Glory: The Tim Buckley Anthology (Rhino)
- 2001 : The Dream Belongs to Me: Rare & Unreleased Recordings 1968/1973 (Manifesto)

### DVD
- 2007 : My Fleeting House